# Arne Ileby
Arne Ileby (Fredrikstad, 1913. december 2. – 1999. december 25.) norvég labdarúgócsatár.